# La Maison Harkonnen
La Maison  Harkonnen (titre original : Dune: House Harkonnen) est un roman de science-fiction, publié en 2000 et rédigé par Brian Herbert et Kevin J. Anderson à partir de notes de Frank Herbert. Ses événements précédent ceux du cycle de Dune. Cette histoire se déroule une vingtaine d’années avant le roman Dune. Il s'agit du deuxième tome d'une trilogie appelée Avant Dune.
Le puzzle se met place pour donner naissance aux événements décrits dans Dune. On retrouve tous les acteurs familiers de l’univers de Dune et les rivalités entre Grandes Maisons, notamment entre la Maison Atréides et la Maison Harkonnen. Rabban, le neveu du baron Vladimir Harkonnen, y gagne son surnom de « la bête ». La grande scène d’Arrakis et du conflit entre ces maisons se met en place.

## Résumé
Ce livre traite de la jeunesse du duc Leto Atréides, futur père de Paul Atréides.
Les sœurs du Bene Gesserit se rendent sur la planète Caladan et fournissent au duc Leto Atréides une information capitale. En contrepartie, celui-ci accepte que la jeune sœur du Bene Gesserit, Jessica, demeure sur Caladan comme sa concubine. Jessica a reçu pour mission de concevoir une fille avec Leto, dans le cadre du programme génétique du Bene Geserit visant à créer le Kwisatz Haderach. Le Bene Gesserit pense cet objectif à sa portée, après des siècles de sélection draconienne des lignées génétiques, la naissance de cette fille devant amener la mère du Kwisatz Haderach. Le hasard, et les talents erratiques des Atréides vont pourtant leur donner tort…
L’acceptation, au départ à contrecœur, de Jessica par Leto, se transforme par la suite en amour véritable. Face à l’inconstance et à l'aigreur de Kailea Vernius, la compagne en titre du duc, Leto cherche de plus en plus la présence et les conseils de Jessica. À la mort de Victor Atréides, fils de Leto Atréides et de sa compagne Kailea, c’est encore vers Jessica que le jeune duc blessé se tourne. 
Pendant ce temps, la cour de Kaitan poursuit ses manigances et intrigues. En secret, le Bene Tleilax et le comte Hasimir Fenring, au nom de l'Empereur Shaddam IV, mènent l’ambitieux projet de créer l’épice artificielle. Débuté à la fin du règne d'Elrood IX, le projet semble sur le point d'aboutir et de bouleverser à tout jamais l’univers, qui dépend depuis si longtemps de l’épice d’Arrakis. 
La planète Ix, arrachée à la Maison Vernius afin de servir de base d’expérimentation pour ce projet, subit durement l’oppression des gnomes Tleilaxus. Le comte Dominic Vernius a échoué dans ses tentatives pour libérer son peuple, le nom et l’honneur de la Maison Vernius reposent à présent sur les épaules de son fils : le prince Rhombur. Mais que peut faire ce dernier, banni et isolé sur Caladan, même avec le soutien indéfectible de compagnons tels que Gurney Halleck, l'ami de son père, Thufir Hawat, le Mentat-assassin des Atréides, et bien sûr son ami Leto ? Peut être sa compagne l’aidera-t-elle à trouver le courage de se battre pour son peuple.

## Incohérences
Le scénario du cycle est entaché par des incohérences, petites ou grandes.
Par exemple, à un moment, le baron Harkonnen regrette que Chiara, dame de compagnie de Kailea Vernius, n'aie pas assassiné Leto. "Chiara ne le ferait jamais, à aucun prix" lui répond Peter de Vries, avant d'ajouter un peu plus loin : "Espionner est une chose, tuer est bien différent". Dix huit (très courts) chapitres plus loin, Chiara vole des explosifs dans l'armurerie pour faire exploser le vaisseau de Leto... À noter que la vieille femme sait préparer un tel piège parce qu'elle a été autrefois la maîtresse d'un expert en munitions. C'est inattendu comme méthode d'apprentissage.
Autre exemple : Duncan Idaho fait une apparition remarquée, "hirsute et couvert de boue" avant d'expliquer qu'il est tombé à la mer, qu'il a difficilement survécu, qu'il a atteint la côte, où on l'a soigné, on lui a donné des vêtements secs et une nouvelle embarcation. Pourquoi a-t-il pris soin de se couvrir de nouveau de boue ?
En plus d'incohérences internes, le cycle Avant Dune n'est pas toujours cohérent avec le cycle de Dune.
Dans Dune, il est dit à plusieurs reprises que le duc Leto a envoyé des émissaires marchander l'achat de Jessica, alors que dans ce volume, c'est le Bene Geserit qui impose Jessica au duc.
Le docteur Wellington Yueh arrive sur Caladan dans ce volume, avant la naissance de Paul qui a 15 ans au début de Dune, moment où Jessica rappelle au docteur qu'ils se connaissent depuis six ans... 